# Ostroger Bibel
Die Ostroger Bibel ist die erste gedruckte vollständige Bibel in kirchenslawischer Sprache. Sie entstand in der heute ukrainischen Stadt Ostroh in den Jahren 1580/1581. Am Druck wirkte der aus Moskau stammende Erstdrucker Iwan Fedorowytsch mit, ein wichtiger Mitarbeiter im Hinblick auf die Texterstellung war der ruthenische Gelehrte Herasym Smotryzkyj.

## Kirchlich-Politische Bedeutung
Finanziert und mit einem Vorwort versehen wurde sie von dem wolhynischen Prinzen Vasyl-Kostiantyn aus dem Fürstenhaus Ostroskyj, der damit eine Alternative zu der zuvor in Brest erschienenen calvinistischen, vom Fürstenhaus Radvila finanzierten, polnischen Bibelübersetzung ermöglichte. "Die Tatsache, dass eine kirchenslawische Bibelübersetzung zuerst in Ostroh und nicht in Konstantinopel oder Moskau erschien, zeugt von der gestiegenen Bedeutung, die die Ukraine in der damaligen orthodoxen Welt erlangt hatte.".
Als Herausgeber war es wahrscheinlich Herassym Smotryzkyi, der hymnisch schrieb „Wolodomyr erleuchtete das Volk durch die Taufe, während Kostjantyn ihm das Licht der Schriften der heiligen Weisheit brachte“. Die Zeilen gehören zu den ältesten Beispielen ukrainischer Dichtung. Die poetische Widmung an Prinz Vasyl-Kostiantyn Ostroskyj ist eine der ältesten ukrainischen Dichtungen (unsyllabisch) und erinnert an ukrainische Dumkas.

## Wirkung
Die Ostroger Bibel hatte eine für damalige Verhältnisse sehr hohe Auflage. Die Angaben hierüber schwanken von 1000 bis 4000 Stück. Durch diese Auflage konnte die Ostroger Bibel normative Kraft entfalten, was sich u. a. dadurch äußert, dass sie eine der Hauptquellen der das Neukirchenslawische kodifizierenden Grammatik des Meletij Smotryzkyj darstellt.
Weiterhin war sie die Grundlage der 1663 erschienenen Moskauer Bibel und indirekt auch der Elisabethanischen Bibel von 1751, auf welcher die bis heute gültige kirchenslawische Bibelausgabe beruht. Insofern ist die Bedeutung der Ostroger Bibel für die neuzeitliche kirchenslawische Tradition kaum zu überschätzen.